# Ercolano di Perugia
Ercolano di Perugia (... – Perugia, 549), antico vescovo di Perugia, ne è il santo patrono. Viene ricordato il 7 novembre e il 1º marzo.

## Biografia
Secondo il racconto di san Gregorio Magno nei Dialoghi, Ercolano morì martire tentando di impedire a Totila, re degli Ostrogoti, l'invasione della città.
Prima che la città fosse presa, Ercolano tentò di salvarla con uno stratagemma: gettò dalle mura un bue pieno di frumento, per far credere agli Ostrogoti che i perugini avessero cibo in abbondanza per sostenere ancora un lungo assedio. Totila si ritirò, ma un chierico infedele gli rivelò l'inganno, per cui il condottiero tornò sui suoi passi conquistando la città e uccidendo il vescovo. Le antiche biografie lo dicono in rapporto con altri tre celebri santi dell'Umbria del tempo: il vescovo san Florido, il prete Amanzio di Città di Castello e il vescovo Fortunato di Todi.
Prima di essere decapitato, Ercolano venne scorticato vivo. Sempre secondo Gregorio Magno, 40 giorni dopo la decapitazione il corpo del Vescovo fu rinvenuto intatto, senza alcuna traccia della tortura e della decapitazione.

## Culto

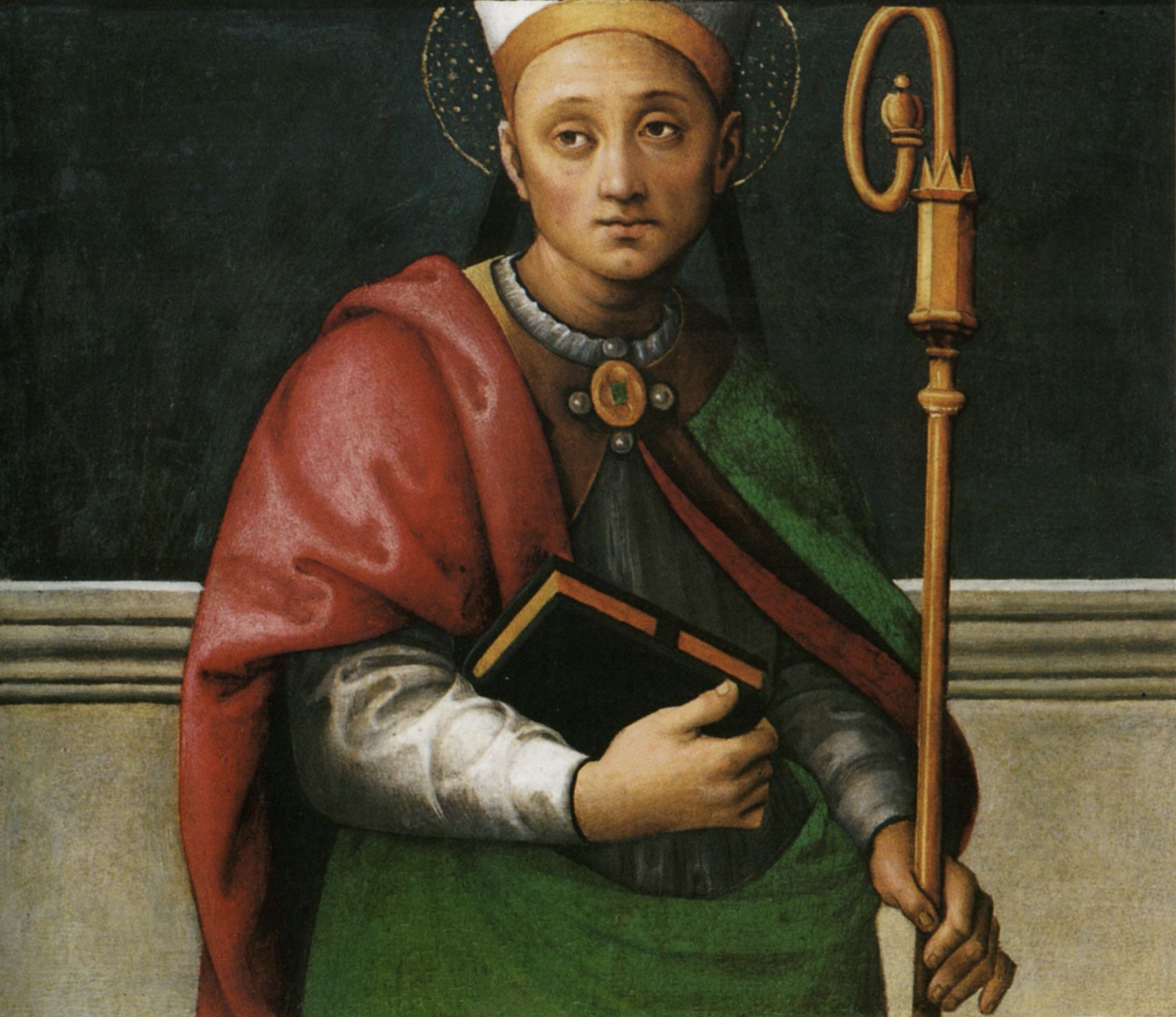
Perugino, Sant'Ercolano, 1495-1500, Perugia, Galleria nazionale dell'Umbria.

La Chiesa cattolica ricorda sant'Ercolano il giorno 7 novembre.
Dal Martirologio Romano: "A Perugia, sant'Ercolano, vescovo e martire, decapitato per ordine di Totila, re dei Goti".

## Monete
L'effigie del Santo è rappresentata in molte monete emesse da Perugia nell'epoca comunale, la prima raffigurazione risale all'emissione del Bolognino nel 1374 e da quel momento il nome del Santo, in latino, si trova in quasi tutte le monete comunali sino al 1517. Successivamente compare anche nelle monete pontificie di Papa Leone X battute nella zecca di Perugia, nel Baiocco di Papa Paolo III e nel Quattrino emesso come moneta di necessità dai perugini durante i due mesi della cosiddetta "Rivolta del Sale" fra il 2 aprile e il 2 giugno del 1540.

## Curiosità
Nonostante le evidenze storiche sostenute da alcuni e data la loro discutibilità, al processo storico a Totila - svoltosi il 14 gennaio 2017 alla Sala dei Notari a Perugia - il Re degli Ostrogoti, presunto mandante del martirio di Ercolano, è stato assolto e dichiarato innocente sia dalla giuria che dal pubblico.